# 週刊 蒸気機関車C57を作る
『週刊 蒸気機関車C57を作る』（しゅうかん じょうききかんしゃ C57をつくる）は、デアゴスティーニ・ジャパンから発行されていたディスプレイモデル制作を目的とした分冊百科である。

## 概要
各号に冊子と主に真鍮を用いた金属製の部品が附属しており、全号購入すると、1/24スケール（Gゲージサイズ準拠）のC57形蒸気機関車の台座付き模型（いわゆるブラスモデル）が制作できる。シリーズ監修はいのうえ・こーいち。
2015年1月27日に創刊され、2016年12月23日まで全100号が刊行された。毎週火曜日発売。価格は創刊号が999円、それ以降は1998円（消費税込）である。
専用バインダーも発売され、1冊に本誌約17冊を綴じることができる。価格は1328円（税込）。

## コーナー
蒸気機関車人の肖像
蒸気機関車の運行を支えた鉄道員たちエピソードなどを紹介する。
C57 徹底分析
C57の誕生から現在までの活躍を紹介する。
C57 心に残る名シーン
現役時代を中心にC57の名シーンを紹介する。
世界の蒸気機関車
海外の蒸気機関車の各形式・仕様について、その特徴や諸元などを解説する。
ステップ･バイ･ステップ
各号に付属する部品の組み立て方を説明する。

## プレゼント
創刊号から15号まで購読すると、機関士・機関士助士・引込線誘導員の1/24フィギュアセットがもらえる。